# Vintar
Vintar is een gemeente in de Filipijnse provincie Ilocos Norte op het eiland Luzon. Bij de laatste census in 2010 telde de gemeente ruim 31 duizend inwoners.

## Geografie

### Bestuurlijke indeling
Vintar is onderverdeeld in de volgende 33 barangays:
| - Abkir - Alejo Malasig - Alsem - Bago - Bulbulala - Cabangaran - Cabayo - Cabisocolan - Canaam - Columbia - Dagupan | - Diaton - Dipilat - Esperanza - Ester - Isic Isic - Lubnac - Mabanbanag - Malampa - Manarang - Margaay - Namoroc | - Parparoroc - Parut - Salsalamagui - San Jose - San Nicolas - San Pedro - San Ramon - San Roque - Santa Maria - Tamdagan - Visaya |

## Demografie
Vintar had bij de census van 2010 een inwoneraantal van 31.448 mensen. Dit waren 2.043 mensen (6,9%) meer dan bij de vorige census van 2007. Ten opzichte van de census van 2000 was het aantal inwoners gegroeid met 2.417 mensen (8,3%). De gemiddelde jaarlijkse groei in die periode kwam daarmee uit op 0,80%, hetgeen lager was dan het landelijk jaarlijks gemiddelde over deze periode (1,90%).

De bevolkingsdichtheid van Vintar was ten tijde van de laatste census, met 31.448 inwoners op 614,35 km², 51,2 mensen per km².